# الحياة الرائعة في شقة اليوكاي
```
الحياة الرائعة في شقة اليوكاي
 
(
باليابانية :  妖怪アパートの幽雅な日常
،
 
تقرأ باليابانية : يوكاي اباتو نو يوجا نا نيتشيغو
؟
، تتعني بالعربية : الحياة اليومية  للساكن في شقق اليوكاي)
 هي عبارة عن سلسلة 
روايات خفيفة
 يابانية من تأليف المانغاكا هينوا كوزوكي. أصدر كوزوكي الرواية الخفيفة لأول مرة في عام 2003، واختتمها في عام 2009 جمعت في 10 مجلدات (ومجموعة لاحقة من القصص الجانبية اصدرت في عام 2013). وسلسلة 
أنيمي
 التلفزيوني من إنتاج مشترك بين استديوهات 
شين-إي أنيميشن
 واستديو 
سينيرجي إس بي
 بثت في الفترة من يوليو إلى ديسمبر 2017.
[
1
]
```

## القصة
أُجبر يوشي إينابا طالب المدرسة الثانوية على البحث عن مكان جديد للعيش فيه بعد تم إحراق مبنى المدرسة الثانوية بالكامل. ونتيجة عدم وجود والديه والرغبة في العيش بشكل مستقل بعيد عن عمه، وقال انه في نهاية المطاف وجد شقة رخيصة الثمن بسعر 25,000 ين ياباني في مكان يدعي كوتوبوكي-سو كان الأمر كذلك، فقط لمعرفة أن المكان الذي سيعيش فيه يوشي تقطنه المخلوقات البشرية ومخلوقات خارقة للطبيعة مثل الأشباح واليوكاي والمونونوكي معا. هناك، تبدأ حياة يوشي اليومية الجديدة في شقق اليوكاي.

## الشخصيات
يوشي إينابا (باليابانية : 稲葉 夕士 ينطق باليابانية : إينابا يوشي)
أداء صوتي: أتسوشي آبي
يوشي هو بطل الرواية هو طالب في مدرسة ثانوية فقد والديه في حادث سيارة قبل ثلاث سنوات من احداث القصة، وكان يعيش مع عمه وأسرته الذين لا يبدو أنهم يريدونه. ان يعيش معهم بعد الإصرار على العيش بشكل مستقل، اختار يوشي ان يعيش في مجمع الطلاب المدرسي JTB وهي عبارة عن مدرسة ذات عنبر للنوم. لكن مبني الطلاب بالمدرسة احترق وأجبره هذا الحادث على البحث عن مكان مؤقت للعيش لمدة 6 أشهر، حيث وجد مكان يدعي بكوتوبوكي-سو. بعد العيش هناك، اكتسب يوشي القدرة على شفاء الآخرين عن طريق امتصاص إصاباتهم. يبدو أنه يشبه العائلة مع ميزوكي هاسي وكوري. هذا يعطي في بعض الأحيان قبالة بعض ردود فعل إيجابية.
ميزوكي هاسي (باليابانية : 長谷泉貴 ينطق باليابانية : هاسي ميزوكي)
أداء صوتي: يويتشي ناكامورا
هو أفضل صديق وزميل يوشي فهو صديق طفولته. ينحدر ميزوكي هاسي من عائلة ثرية وذكية وطيبة للغاية، وغالبًا ما يستخدام إلهامه للإغاثة الهزلية. إنه محبوب من قبل سكان الشقة لأنه غالباً ما يجلب لهم الكثير من الهدايا، وهو يحترم بالمثل العديد من البالغين الذين وجدوا هناك كنماذج مناسبة للنضج بدلاً من الأشخاص الذين يستغلونه بسبب وضعه الاجتماعي. إنه مغرم جدًا بكوري لدرجة أنه يشار إليه باسم «بالأب» من قِبل المقيمين مما يؤدي بدوره إلى نداء يوشي بلقب «الأم» بسب فزعه الكثير.
أكيني كوغا (باليابانية : 久賀 秋音 ينطق باليابانية : كوغا أكيني) أو مايوكو سوزوكي (باليابانية : 鈴木 まゆこ و ينطق باليابانية : سوزوكي مايوكو)
أداء صوتي: ميوكي ساواشيرو
أكيني هي فتاة مقيمة في الغرفة 204 وتذهب إلى مدرسة تاكينوداي الثانوية وتعمل كطارد الأرواح الشريرة ليلاً في المستشفى. «أكيني كوغا» هو الاسم الذي تستخدمه كطبيب نفسية.
ريمي إسشيكي (باليابانية 一色 黎明 ينطق باليابانية : إسشيكي ليمي)
أداء صوتي: أكيرا إيشيدا
ريمي هو مقيم في الغرفة 102، ويعمل شاعر وكاتب مشهور. لا أحد يعرف اسمه الحقيقي وعلى الرغم من كونه ذكرًا، إلا أنه يشير إلى نفسه بالضمير «أتاشي Atashi»، وهو شكل أنثوي أكثر من الضمير «واتاتشي Watashi» الذي يعني انا.
اكيرا فوكاسي (باليابانية : 深瀬 明 ينطق باليابانية : فوكاسي أكيرا)
أداء صوتي: كازويا ناكاي
أكيرا هو مقيم في الغرفة 103. أكيرا رسام يمتلك كلبًا يدعى سيجار.
ريّو (龍)
أداء صوتي: توشيوكي موريكاوا
ريّو هو مقيم في الغرفة 203، على الرغم من أنه يبدو أن لديه منزلًا آخر، فإن ريّو يتمتع بنفسية ذات قوة كبيرة. إنه محترم من قبل المخلوقات الروحية في الشقة والإنسان على حد سواء.
فوّل (باليابانية : フール ينطق باليابانية : فوّر)
أداء صوتي: كوياسو تاكيهيتو

كوري (باليابانية : クリ) و شيرو (シロ)
أداء صوتي: ريي كوغيميا ( الطفلة كوري) و موتسومي تامورا (الكلب شيرو)
كوري وشيرو هما زوجان من اليوكاي الأطفال والكلب الذين يتم رؤيتهم دائمًا معًا. كوري هي طفلة صغيرة قُتلت من قبل والدتها عندما كانت تقود بطريقة جنونية لأن صديقها تركها (بسبب حملها)، وشيرو كلب طائش أراد الاعتناء بـكوري. أما هذان فهما السبب في أن هاسي يشار إليه باسم «الأب» بينما يوشي بالوكالة هو «الأم» من قبل المقيمين.
موظف بيع الكتب المستعملة (باليابانية : 古本屋 ينطق باليابانية : فولوهونيا)
أداء صوتي: توموكازو سوغيتا
جامع الأشياء الأثرية (باليابانية : 骨董屋 ينطق باليابانية كوتّو-يا)
أداء صوتي: شو هايامي
ناومي تشياكي (باليابانية : 千晶直美 ينطق باليابانية : تشياكي ناومي)
أداء صوتي: توشيهيكو سيكي
المعلم الجديد في مدرسة يوشي والذي يبلغ من العمر 30 عامًا. عادة ما يتم الاستغناء عنه بسهولة ويسر. بينما يبدو أنه غير مسؤول، في الحقيقة انه يثق في الطلاب وغالبًا ما يترك الأمور الصغيرة دون عقاب أو يسمح للطلاب الراغبين بالحضور في الحضور، الأمر الذي ينتج عنه كونه يتمتع بشعبية كبيرة وخاصة بين مثيري الشغب. وهذا يغضب الخريجين ويوبخ عند الحاجة وسوف يذهب إلى أبعد من وضع أمام سلوك صارم من أجل إجبار الطلاب على التصرف بشكل أفضل، ندرك جيدا أن قد يكون أسيء فهمه. إنه محبوب جدًا من قِبل صف يوشي، خاصةً له وتاشيرو، حيث كان الأخير معجب به كثيراً
هاروكا أوكي (باليابانية : 青木春香 تنطق باليابانية : أوكي هالوكا)
أداء صوتي: فوميكو أوريكاسا
هي معلمة جديدة في مدرسة يوشي. امرأة ذات أناقة وسلوكيات راقية، قيل من قبل ذا فول إنها تعاني من هالة لا تشوبها شائبة، إلى حد كبير مثل ريّو رغم أنها تبدو انها تتصرف بطريقة غريبة. مثل نظرتها المفرطة في الحماية من جانب واحد للأشياء تقودها إلى افتراض أشياء أعلى من الطلاب بناءً على تحيز شديد مثل الاعتقاد بأن يوشي يعاني ويحتاج إلى المودة بسبب وضعه العائلي، على الرغم من حقيقة أنه يمضي قدمًا في حياته مع السكان في الشقة، أو الاعتقاد بأن كياماموتو تعرضت للتخويف من قبل أعضاء النادي الإنجليزي لتركها تبكي من أجل بدأ القتال. وهذا بدوره يقود العديد من الطلاب ليصبحوا غاضبين منها للغاية دون علمها، لكنهم يقررون الذهاب ببساطة مع التدفق لأنهم يعرفون محاولة إقناعها أن تكون أكثر هدوء.و يشير يوشي إلى أنه مقارنةً بلطف ريّو الصارم ولكن الحالي، فإن تصرفات المعلمة هاروكا لا مبرر لها وتعد غير مسؤولة.
كوناتسو ياماموتو (باليابانية : 山本小夏 تنطق باليابانية :  ياماموتو كوناتسو)
أداء صوتي: ريي كوغيميا
هي طالبة في مدرسة يوشي ألتحقت مؤخرًا بالنادي الإنجليزي تعد كوناتسو فتاة قصيرة جدا، وتردي نظارة شمسية وشعرها أسود طويل جدا. تعاني كوناتسو من مشكلات عاطفية عميقة ومعقدة دونية حادة مع أختها الكبرى، بالنظر إلى أن كوناتسو كانت غالبًا ما تكون مريضة مما دفعها للاعتقاد بأنها كانت محمية بشكل مفرط وتعاملت معاملة مختلفة مقارنة بأختها المتميزة أكاديميًا واجتماعيًا. وهذا بدوره جعلها تزدهر للتفوق بأية وسيلة ممكنة من أجل إظهار استقلالها وإظهار ذكائها كلما أمكنها ومحاولة أن تبدو أكثر ذكاءً مما هي عليه بالفعل. وقد جعلها نبذها اجتماعيًا والتعامل معها صعب جدًا فهي غير مستقرة عاطفيا، لأنها تحاول في كثير من الأحيان التقليل من شأن الآخرين بينما تنفجر من البكاء عندما يبتعد عنها الناس بسبب سلوكها.

## وسائل الإعلام

### الرواية الخفيفة
نشرالمانغاكا هينوا كوزوكي سلسلة المانغا لأول مرة في عام 2003 من خلال شركة كودانشا المانغا ضمن مجلتها يا! للترفيه. انتهت المانغا في عام 2013 بما مجموع 10 مجلدات ومجلد للقصص الجانبية. قامت كادوكاوا بونكو في وقت لاحق بإعادة نشر السلسلة في عام 2008 حتى عام 2014 بتجديد الفن.

### المانغا
نُشرت المانغا من قبل واكا مياما لأول مرة في عام 2011 من قِبل مجلة كودانشا شونن سيريوس الشهرية. حتى الآن تم إصدار 18 مجلدا. تقوم كودنشا كوميكس الأمريكية بنشر ترجمة المانجا باللغة الإنجليزية بتنسيق رقمي.
| ترتيب المجلد | تاريخ اصدار المجلد الياباني | الرقم الدولي للكتاب الياباني |
| ------------ | --------------------------- | ---------------------------- |
| 1            | 9 نوفمبر 2011               | ISBN 978-4-06-376310-2       |
| 2            | 9 مايو 2012                 | ISBN 978-4-06-376343-0       |
| 3            | 9 نوفمبر 2012               | ISBN 978-4-06-376370-6       |
| 4            | 9 أبريل 2013                | ISBN 978-4-06-376394-2       |
| 5            | 8 نوفمبر 2013               | ISBN 978-4-06-376429-1       |
| 6            | 9 أبريل 2014                | ISBN 978-4-06-376457-4       |
| 7            | 7 نوفمبر2014                | ISBN 978-4-06-376508-3       |
| 8            | 9 مارس 2015                 | ISBN 978-4-06-376527-4       |
| 9            | 9 يوليو 2015                | ISBN 978-4-06-376554-0       |
| 10           | 9 نوفمبر 2015               | ISBN 978-4-06-376581-6       |
| 11           | 8 أبريل 2016                | ISBN 978-4-06-390616-5       |
| 12           | 9 نوفمبر 2016               | ISBN 978-4-06-390661-5       |
| 13           | 7 أبريل 2017                | ISBN 978-4-06-390698-1       |
| 14           | 7 يوليو 2017                | ISBN 978-4-06-390719-3       |
| 15           | 9 نوفمبر 2017               | ISBN 978-4-06-510339-5       |
| 16           | 9 أبريل 2018                | ISBN 978-4-06-511173-4       |
| 17           | 9 نوفمبر 2018               | ISBN 978-4-06-513437-5       |
| 18           | 9 ابريل 2019                | ISBN 978-4-06-515051-1       |

### الأنيمي
تم الإعلان عن سلسلة أنمي لأول مرة عبر عدد مايو من مجلة شونن سيريوس الشهرية التابعة لشركة كودينشا في عدد 18 مارس 2017. قام ميتسو هاشيموتو بأخراج الأنمي من خلال إنتاج مشترك بين أستديوهات شين-إي أنيميشن واستديو سينيرجي إس بي، والمسلسل من تأليف ياسونوري يامادا وقام تومومي شيمازاكي بتصميم الشخصيات للرسوم المتحركة. بث الأنمي في الفترة من 3 يوليو إلى 25 ديسمبر 2017، على قنوات طوكيو أم اكس، وقناة يوميأوري وقناة بي أس 11 عبر برنامج أنمي نو مي بلوك. حصل الأنمي علي شارتين بداية وشارة نهاية مختلفتين. بحيث قدمت الفنانة لوزارينا أول أغنية شارة الافتتاح بعنوان "Good Night Mare" بينما شارة النهاية الاولي من غناء أتسوشي آبي ويويتيشي ناكامورا وهي تحت عنوان "Nichijōshiki Broken Down" (日常識Broken down). بينما حصل الانمي علي شارة أفتتاحية ثانية من غناء فرقة Wi-Fi-5. وقام موقع كرانشي رول بالحصول علي حقوق نشر الانمي خارج اليابان.

### قائمة الحلقات
| ترتيب الحلقة | اسم الحلقة بالياباني             | اسم الحلقة بالعربي                     | تاريخ بث الحلقة لاول مرة |
| ------------ | -------------------------------- | -------------------------------------- | ------------------------ |
| 1            | 夕士と寿荘                       | يوشي وكوتوبوكي-سو                      | 3 يوليو 2017             |
| 2            | 妖怪アパートの住人たち           | المقيمين في شقق اليوكاي                | 10 يوليو 2017            |
| 3            | クリとシロ                       | كوري وشيرو                             | 17 يوليو 2017            |
| 4            | こっち側                         | هذا الجانب                             | 24 يوليو 2017            |
| 5            | ただいまと言える場所             | مكان للاتصال بالمنزل                   | 31 يوليو 2017            |
| 6            | プチ・ヒエロゾイコン             | بيتيت هيروزويكون                       | 7 اغسطس 2017             |
| 7            | 修行中です！                     | انا في التمرين                         | 14 اغسطس 2017            |
| 8            | ブックマスター                   | سيد الكتاب                             | 21 اغسطس 2017            |
| 9            | 新学期                           | الفصل الدراسي الجديد                   | 28 اغسطس 2017            |
| 10           | 学校の怪談                       | قصة شبح المدرسة                        | 4 سبتمبر 2017            |
| 11           | 最悪の出会い                     | أسوأ لقاء ممكن                         | 11 سبتمبر 2017           |
| 12           | 俺は未来にへ行く                 | انا ذاهب للمستقبل                      | 18 سبتمبر 2017           |
| 13           | メタモルフォーゼ                 | التحولات                               | 25 سبتمبر 2017           |
| 14           | 妖怪アパートの夜はふけて         | ليلة متأخرة في شقق اليوكاي             | 2 أكتوبر 2017            |
| 15           | 新任教師登場                     | وصول معلم جديد                         | 9 أكتوبر 2017            |
| 16           | 十五夜お月様見て跳ねる           | لاحظ البدر الكامل واقفز                | 16 أكتوبر 2017           |
| 17           | 地獄への道は善意で舗装されている | الطريق إلى الجحيم ممهد بالنوايا الحسنة | 23 أكتوبر 2017           |
| 18           | 身体の底から出る言葉             | كلمات من قلبك                          | 30 أكتوبر 2017           |
| 19           | レッツ・コミュニケーション       | هيا للتواصل                            | 6 نوفمبر 2017            |
| 20           | メツキの中身                     | تحت الطلاء الذهبي                      | 13 نوفمبر 2017           |
| 21           | 漫画じゃない！                   | انها ليست مانغا !                      | 20 نوفمبر 2017           |
| 22           | 燃える生徒総会！                 | احتراق مجلس الطلاب !                   | 27 نوفمبر 2017           |
| 23           | 別の顔、好き？嫌い？             | هل اعجبتك الوجوه الآخري؟ ام لا؟        | 4 ديسمبر 2017            |
| 24           | 嵐の前の嵐                       | العاصفة قبل العاصفة                    | 11 ديسمبر 2017           |
| 25           | 大嵐吹き荒れて                   | هبوب عاصفةً عظيمة                       | 18 ديسمبر 2017           |
| 26           | 妖怪アパートの幽雅な日常         | الحياة الجميلة في شقة اليوكاي          | 25 ديسمبر 2017           |

## روابط خارجية
- الموقع الرسمي (باليابانية)
- الحياة الرائعة في شقة اليوكاي (أنمي) في شبكة أخبار الأنمي